# Victor-Joseph Delcambre

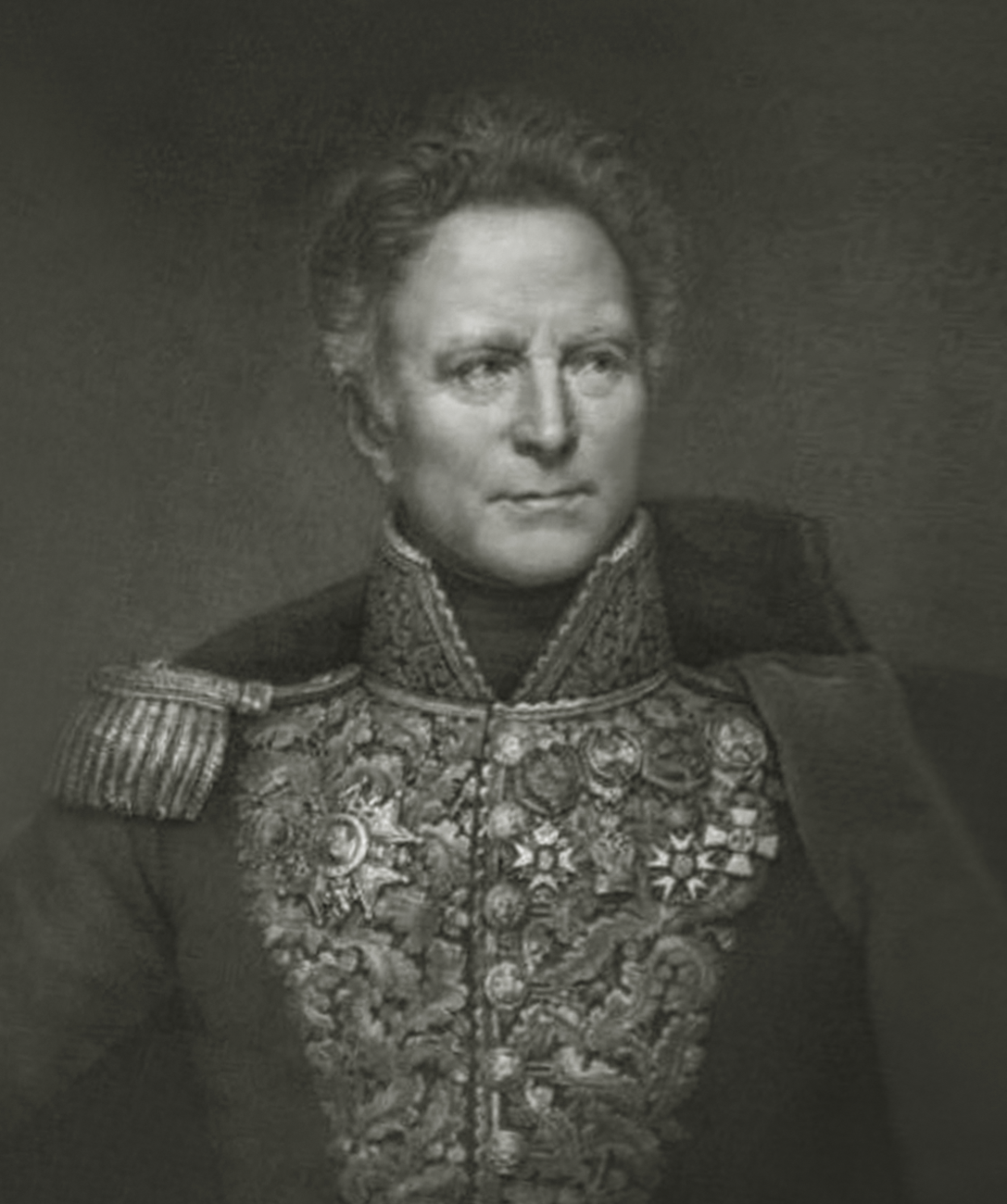
Victor Joseph Delcambre

Victor-Joseph Delcambre (* 10. März 1770 in Douai; † 23. Oktober 1858 in Paris) war ein französischer Général de brigade der Infanterie.

## Leben
Begeistert von den Idealen der Revolution meldete sich Delcambre als Grenadier zur Armee. In den Revolutionskriegen konnte er sich durch Tapferkeit auszeichnen und wurde auch sehr schnell befördert.
Ende 1793 war Delcambre bereits Adjutant des Generalstabs und als solcher kämpfte er bei Dinant (3. Juni 1794), Fleurus (26. Juni 1794) und Neufchâteau (20. Juli 1794). An der Belagerung von Charleroi (Juni 1794) war er ebenfalls beteiligt.
An den Kämpfen bei Nivelles, bei Roër und Julien war Delcambre ebenfalls beteiligt; bei letzterer wurde er schwer am linken Bein verwundet.
Als Lieutenant kämpfte er bei Sulzbach (17. August 1796) und Wolfering (20. August 1796) und Neuwied (18. April 1797). Nach weiteren Beförderungen wurde er zum 4. Juli 1798 im Generalsrang der Armée de Mayence zugeteilt. Acht Wochen später berief man ihn als Aide-de-camp zu General Paul Grenier nach Italien.
1800/01 führte Delcambre ein eigenes Kommando in der Rheinarmee. Er kämpfte bei Hohenlinden (3. Dezember 1800), vor Malborghetto und in der Schlacht bei Wagram (5./76. Juli 1809).
Später war er in den Napoleonischen Kriegen in Spanien eingesetzt. Neben Louis Baraguey d’Hilliers kämpfte er vor Figueres (→Castell de Sant Ferran) und Schlacht bei Altafulla (24. Januar 1812).
In der Schlacht bei Waterloo war er als Général de brigade Chef des Stabes des 1. Corps unter Jean-Baptiste Drouet d’Erlon.
Als sich die Julimonarchie mit König Louis-Philippe I. etablierte, strebte Delcambre keinerlei Ämter mehr an. Zum 11. Juni 1832 zog er sich ins Privatleben zurück und ließ sich in Paris nieder. Er starb im Alter von 88 Jahren am 23. Oktober 1858 dortselbst und fand dort auch seine letzte Ruhestätte.

## Ehrungen
- 9. Juli 1809 Orden der Eisernen Krone
- 4. Juli 1810 Baron de l’Émpire
- 23. Mai 1825 Grand Officier der Ehrenlegion
- 3. September 1817 Roter Adlerorden
- 29. Juli 1814 Ordre royal et militaire de Saint-Louis
- Sein Name findet sich am nördlichen Pfeiler (9. Spalte) des Triumphbogens am Place Charles-de-Gaulle (Paris).